# 山根陸
山根 陸（やまね りく、2003年8月17日 - ）は、神奈川県川崎市高津区出身のプロサッカー選手。Jリーグ・横浜F・マリノス所属。ポジションはミッドフィールダー（MF）。

## 来歴
幼稚園年長の頃に8歳上の兄の影響でサッカーを始めた。母親が横浜F・マリノスのスクールを見つけて加入し、そのままプライマリー、ジュニアユース、ユースと進んだ。ユースチームに所属していた2020年11月、2種登録選手としてトップチームに登録された。2021年10月、同期の西田勇祐とともに2022年シーズンからのトップチーム昇格内定が発表された。
2022年よりユースからトップチームに昇格を果たす。3月2日、第10節のヴィッセル神戸戦で初先発でJ1デビューを果たした。

## 所属クラブ
- 2008年 - 2009年 津田山FC
- 2010年 - 2015年 横浜F・マリノスプライマリー（川崎市立上作延小学校）
- 2016年 - 2018年 横浜F・マリノスジュニアユース（川崎市立西高津中学校）
- 2019年 - 2021年 横浜F・マリノスユース（川崎市立高津高等学校）
  - 2020年11月 - 同年12月  横浜F・マリノス（2種登録選手）
- 2022年 -  横浜F・マリノス

## 個人成績
| 国内大会個人成績 | 国内大会個人成績 | 国内大会個人成績 | 国内大会個人成績 | 国内大会個人成績 | 国内大会個人成績 | 国内大会個人成績 | 国内大会個人成績 | 国内大会個人成績 | 国内大会個人成績 | 国内大会個人成績 | 国内大会個人成績 |
| 年度             | クラブ           | 背番号           | リーグ           | リーグ戦         | リーグ戦         | リーグ杯         | リーグ杯         | オープン杯       | オープン杯       | 期間通算         | 期間通算         |
| 年度             | クラブ           | 背番号           | リーグ           | 出場             | 得点             | 出場             | 得点             | 出場             | 得点             | 出場             | 得点             |
| 日本             | 日本             | 日本             | 日本             | リーグ戦         | リーグ戦         | リーグ杯         | リーグ杯         | 天皇杯           | 天皇杯           | 期間通算         | 期間通算         |
| ---------------- | ---------------- | ---------------- | ---------------- | ---------------- | ---------------- | ---------------- | ---------------- | ---------------- | ---------------- | ---------------- | ---------------- |
| 2022             | 横浜FM           | 28               | J1               | 11               | 0                | 2                | 0                | 1                | 0                | 14               | 0                |
| 2023             | 横浜FM           | 28               | J1               | 21               | 0                | 6                | 0                | 2                | 0                | 29               | 0                |
| 2024             | 横浜FM           | 28               | J1               | 28               | 0                | 3                | 0                | 5                | 1                | 36               | 1                |
| 通算             | 日本             | 日本             | J1               | 60               | 0                | 11               | 0                | 8                | 1                | 79               | 1                |
| 総通算           | 総通算           | 総通算           | 総通算           | 60               | 0                | 11               | 0                | 8                | 1                | 79               | 1                |

- 2020年は2種登録選手としての公式戦出場はなし

| 国際大会個人成績 | 国際大会個人成績 | 国際大会個人成績 | 国際大会個人成績 | 国際大会個人成績 |
| 年度             | クラブ           | 背番号           | 出場             | 得点             |
| AFC              | AFC              | AFC              | ACL              | ACL              |
| ---------------- | ---------------- | ---------------- | ---------------- | ---------------- |
| 2022             | 横浜FM           | 28               | 2                | 0                |
| 2023-24          | 横浜FM           | 28               | 10               | 0                |
| 通算             | AFC              | AFC              | 12               | 0                |

## タイトル

### クラブ
横浜F・マリノス
- J1リーグ：1回 (2022年)
- FUJIFILM SUPER CUP：1回（2023年）

### 個人
- メニコンカップ2018 日本クラブユースサッカー東西対抗戦大会 最優秀選手[6]
- Jリーグカップ ニューヒーロー賞 (2024年)[7]

## 代表歴
- U-19日本代表
  - AFC U20アジアカップ予選（2022年）
  - スペイン遠征（2022年）
- U-20日本代表
  - AFC U20アジアカップ（2023年）
  - FIFA U-20ワールドカップ（2023年）